# Acmaeodera aurora
Acmaeodera aurora  (лат.) — вид жуков-златок рода Acmaeodera из подсемейства Polycestinae (Acmaeoderini). Распространён в Новом Свете (США). Кормовым растением имаго являются Acacia greggii, Eriogonum fasciculatum, Juniperus sp. (Nelson 1960:71), Juniperus californicus (Nelson 1962:56), а у личинок — неизвестны.
Вид был впервые описан в 1922 году биологом Генри Клинтоном Фоллом (Henry Clinton Fall).